# Kulcsár Ferenc (labdarúgó, 1948)
Kulcsár Ferenc (1948. szeptember 19. – Szombathely, 2012. május 27.) magyar labdarúgó, középpályás. Kulcsár Ferenc labdarúgó fia.

## Pályafutása
Tízévesen lett a Haladás labdarúgója. A Haladás VSE csapatában mutatkozott az élvonalban 1968. november 24-én a Bp. Honvéd ellen, ahol csapata 1–0-s vereséget szenvedett. 1968 és 1983 között kis megszakítással volt a szombathelyi csapat játékosa. Összesen 271 élvonalbeli bajnoki mérkőzésen szerepelt és 25 gólt szerzett. Utolsó élvonalbeli mérkőzésén a Videoton ellen csapata 3–1-re kikapott. 1980 nyarán a  megyei bajnokságban szereplő Répcelaki Bányászhoz igazolt, de a következő év elején visszakerült a Haladáshoz.
2012. február 24-én egy kispályás mérkőzésen szívinfarktust kapott. Sikerült újraéleszteni, de május 27-i haláláig már nem tért magához és kómában feküdt a szombathelyi Markusovszky Kórházban.

## Sikerei, díjai
- Magyar bajnokság
  - 5.: 1976–77
- Magyar Népköztársasági Kupa (MNK)
  - döntős: 1975